# 鈴木一博
鈴木 一博（すずき かずひろ、1961年 - ）は日本の撮影監督、映画プロデューサー。山梨県出身。京都芸術大学（旧京都造形芸術大学）映画学科准教授。
瀬々敬久｢汚れた女（マリア）｣（1998年）、塩田明彦｢どこまでもいこう｣（1999年）、安藤尋『blue』（2003年）、いまおかしんじ｢たまもの｣（2004年）といった作品で知られる。

## 撮影作品
※出典

### 1980年・90年代
- シナドシティブルース（1988年公開）
- 島国根性（1990年、撮影協力）
- 裸足のピクニック（1993年、撮影）
- この窓は君のもの（1995年、撮影、照明）
- おかえり（1996年、撮影補、照明）
- 標的 羊たちの悲しみ（1996年）
- 汚れた女（1998年）
- 富江（1999年）
- avec mon mari（1999年）
- dead BEAT（1999年）
- どこまでもいこう（1999年、撮影、照明）

### 2000年代
- 不貞の季節（2000年）
- 東京ゴミ女（2000年）
- うつしみ（2000年、撮影協力）
- ギプス（2001年、撮影、照明）
- 忘れられぬ人々（2001年）
- 狼少年（2002年）
- とらばいゆ（2002年）
- バネ式（2002年）
- 富江 最終章 禁断の果実（2002年）
- 理髪店主のかなしみ（2002年）
- Pierce LOVE HATE（2003年）
- blue（2003年）
- ヴァイブレータ（2003年）
- 1980（2003年）
- 機関車先生（2004年）
- ラブ キル キル（2004年）
- LOVE COLLECTION ガールフレンド（2004年）
- LOVE COLLECTION ココロとカラダ（2004年）
- 約三十の嘘（2004年）
- L'amant ラマン（2005年）
- NANA（2005年）
- 予感（2006年）
- やわらかい生活（2006年）
- 僕は妹に恋をする（2007年）
- 棚の隅（2007年）
- あしたの私のつくり方（2007年）
- M（2007年）
- ブラブラバンバン（2008年）
- うた魂♪（2008年）
- 縛師 Bakushi（2008年）
- コラソン de メロン（2008年）
- 悲しいボーイフレンド（2009年）

### 2010年代
- 名前のない女たち（2010年）
- わたしたちの夏（2011年）
- 僕たちは世界を変えることができない。But, We wanna build a school in Cambodia.（2011年公開）
- 海と自転車と天橋立（2011年公開）
- 胸が痛い（2012年）
- あるいは佐々木ユキ（2013年）
- 夏休みの地図（2013年）
- ケンとメリー 雨あがりの夜空に（2013年）
- 5つ数えれば君の夢（2014年）
- 海を感じる時（2014年）
- 熊野から（2014年）
- 花芯 （2016年）
- 青春ディスカバリーフィルム なんだって青春編（2016年）
- あなたを待っています（2016年）
- 秋の理由（2016年）
- 太陽を掴め（2016年）
- 熊野から ロネマスク（2017年）
- 夫がツチノコに殺されました（2017年）
- 月と雷（2017年）
- 可愛い悪魔（2018年）
- 熊野から イントゥ・ザ・新宮（2018年）
- 嵐電（2019年）

### 2020年代
- パラダイス・ロスト（2020年）
- れいこいるか（2020年）
- のさりの島（2021年）

## プロデュース作品
※出典
- 男前 泣いて笑って泥まみれ（2005年）
- 男前 日本一の画家になったる!（2005年）
- 逆鱗組七人衆（2005年）